# Hearts on Fire
«Hearts On Fire» (en español: «Corazones en llamas») es una canción de Bryan Adams en su álbum de 1987, Into The Fire. Fue escrita por Adams y Jim Vallance en Vancouver, Canadá en 1984 pero no completamente sino hasta 1986. La canción fue grabada en septiembre de 1986, en el Cliffhanger Studios, al oeste de Vancouver y fue editada por el productor Bob Clearmountain en enero de 1987, en los AIR Studios en Londres, Inglaterra.
La canción fue escrita, en el tiempo en que Adams y Vallance estaban escribiendo para el álbum Reckless, pero no fue grabada sino hasta 1987. Jim Vallance comento en su sitio Web, que el creyó en que los sonidos y ritmos estaban muy parecidos al Reckless que al Into The Fire
La canción fue difundida en los 90´s por una estación de Vancouver, retitulando la canción "Cabs On Fire". Esta versión fue protestada por mecánicos del estado y consigo trajo la inhabilitación de conductores de taxis de Vancouver en ese tiempo.
- Datos: Q5693084